# 1701
Cette page concerne l'année 1701  du calendrier grégorien.
L'année 1701 est une année commune qui commence un samedi.

## Événements
- 21 avril, Japon : le daimyô, Asano Naganori, est condamné par le shogun Tokugawa Tsunayoshi au suicide rituel (seppuku) pour avoir agressé Kira Yoshinaka (1641-1703), maître des cérémonies de la maison du shogun, qui l'avait insulté[1]. Les 47 rōnin décident de le venger en tuant Kira le 14 décembre 1702[2].
- 28 avril : bataille de la Djidjioua, sur la rive gauche du Chelif. Victoire du dey d'Alger à l'issue d'une expédition désastreuse de Mulay Ismaïl, sultan du Maroc, contre la régence d’Alger[3].

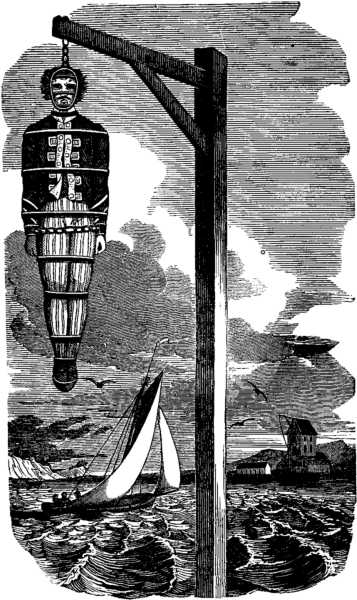
23 mai : pendaison de William Kidd.

- 23 mai : le pirate William Kidd est pendu en place publique à Londres[4].
- 24 juillet : fondation d'un comptoir français à Détroit dans le Michigan actuel entre les lacs Érié et Huron sous le nom de Fort Ponchartrain par Antoine de Lamothe-Cadillac[5].
- 4 août : signature de la Grande paix de Montréal, traité de paix entre les Français et les Iroquois en Nouvelle-France (Amérique du Nord). Les Cinq Nations iroquoises promettent de rester neutre dans d’éventuelles guerres entre Anglais et Français[6].
- 9 octobre : fondation de l'université Yale à New Haven dans le Connecticut[7].
- Octobre : les Denkyira sont vaincus par les Ashantis à la bataille de Feyiase, près de Kumasi[8]. Fondation de l'Empire ashanti au Ghana actuel par Osei Toutou après son émancipation du royaume Denkyira[9].
- 9 novembre : un tremblement de terre ravage la plaine de Léogâne en Haïti[10].

- Établissement français à Calicut[11].

### Europe

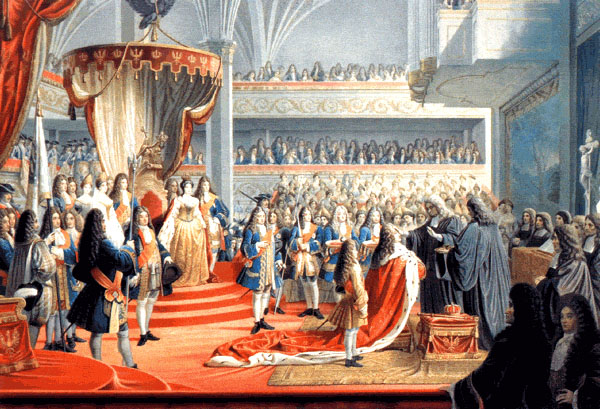
18 janvier : couronnement de Frédéric Ier de Prusse

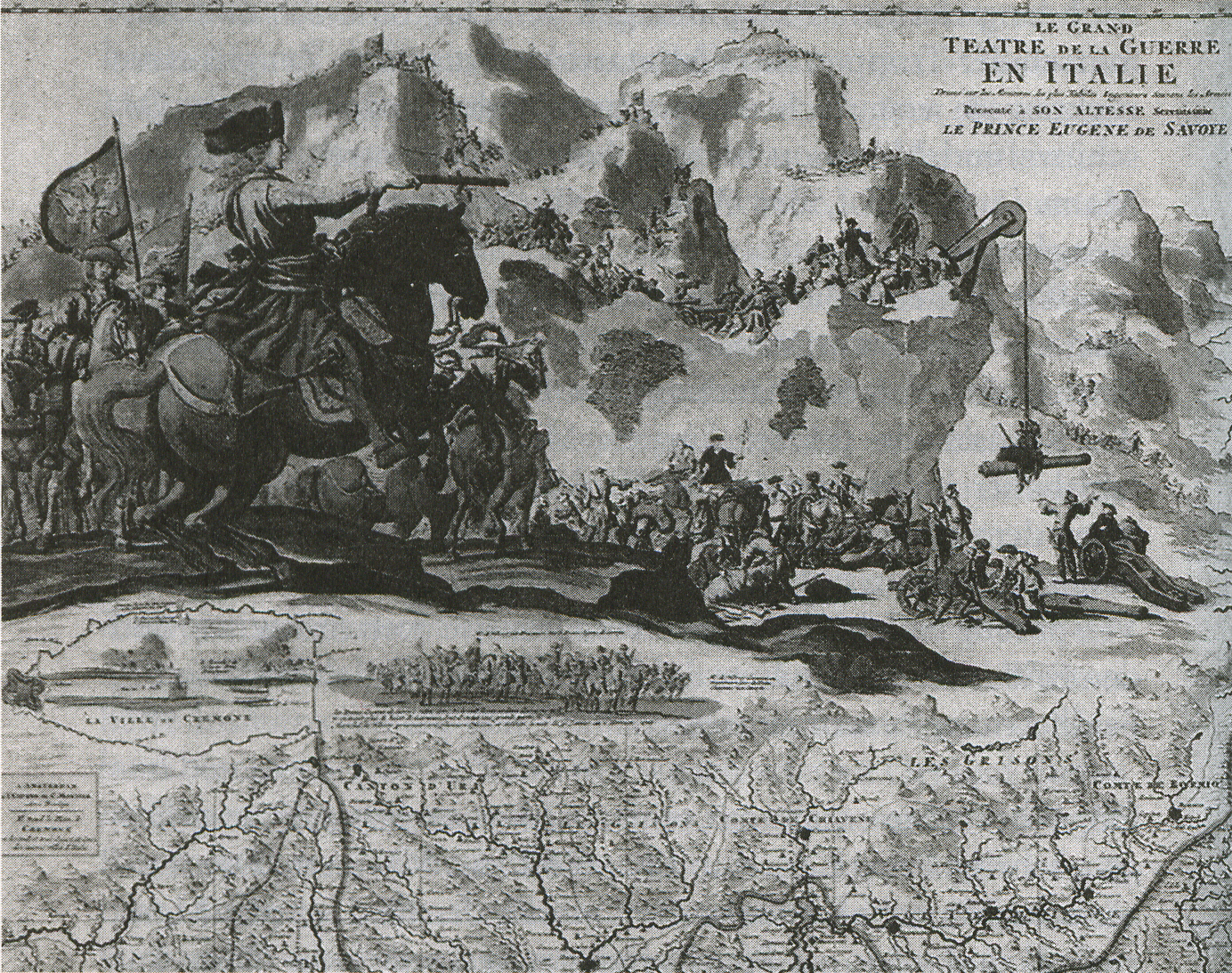
Le prince Eugène franchit les Alpes.

- 18 janvier : l'électeur Frédéric III de Brandebourg se proclame premier roi en Prusse et se couronne lui-même roi à Königsberg[12]. Il règne sous le nom de Frédéric Ier jusqu'en 1713. Berlin obtient alors le statut de capitale.
- 20 janvier : traité d'Odensée ; alliance défensive entre le Danemark, les Provinces-Unies et l'Angleterre[13].
- 24 janvier : en Russie, les biens des monastères sont administrés par un prikaz spécialisé[14] : les moines reçoivent une pension et l’excédent des revenus est affecté à des œuvres d’assistance et d’éducation.

- 1er février : le parlement de Paris enregistre le maintien au roi d'Espagne ses droits à la couronne de France[15].
- 6 février : les troupes françaises chassent les Hollandais des Pays-Bas espagnols[13].
- 10 février : réunion du Parlement anglais qui vote l’Acte d'établissement (Act of Settlement) excluant les catholiques du trône anglais, Jacques Stuart au premier chef[16]. La seconde partie de l’acte prend des dispositions constitutionnelles limitant les prérogatives fiscales du roi. Elle réduisent également ses possibilités d’entrer en guerre au nom du Hanovre sans le consentement du Parlement et garantissent l’indépendance des juges après leur nomination[17].

- 18 février : Philippe d’Anjou, petit-fils de Louis XIV arrive à Madrid ; son entrée solennelle est différée au 14 avril à cause du carême[18]. Il refuse à cette occasion d’assister à un autodafé organisé en son honneur[19].
- 22 février : les Provinces-Unies reconnaissent Philippe V comme roi d'Espagne[20].
- 9 mars :
  - signature à Versailles de l'alliance entre la France, l'Espagne et la Bavière[13].
  - nouvelle alliance entre Auguste II de Pologne et le tsar Pierre Ier de Russie à Birze. Ils décident de diviser leur adversaire suédois[12].
- 22 mars : L'Angleterre et les Provinces-Unies posent leurs conditions pour reconnaître Philippe V comme roi d'Espagne[20].

- 18 avril, Hongrie : arrestation de Ferenc Rakóczi[21]. Après avoir d’abord refusé, Ferenc Rakóczi s’associe aux projets insurrectionnels de Miklós Bercsényi qui deviendra son ami le plus proche et le général de ses armées. Il compte sur l’aide de Louis XIV, mais sa correspondance est interceptée à Vienne et Rakóczi mis en prison (fin le 7 novembre).
- 19 avril : le roi d'Angleterre reconnaît Philippe V comme roi d'Espagne[20].

- 24 juin : sanction royale de l'acte d'établissement en Angleterre[22].
- 28 juin : l'ambassadeur d'Espagne auprès du Saint-Siège remet le cens annuel au pape pour le royaume des Deux-Siciles, selon l'usage sur le dos d'une haquenée blanche. Protestations du pape et de l'empereur Joseph Ier, qui revendique le royaume pour les Habsbourg[23].

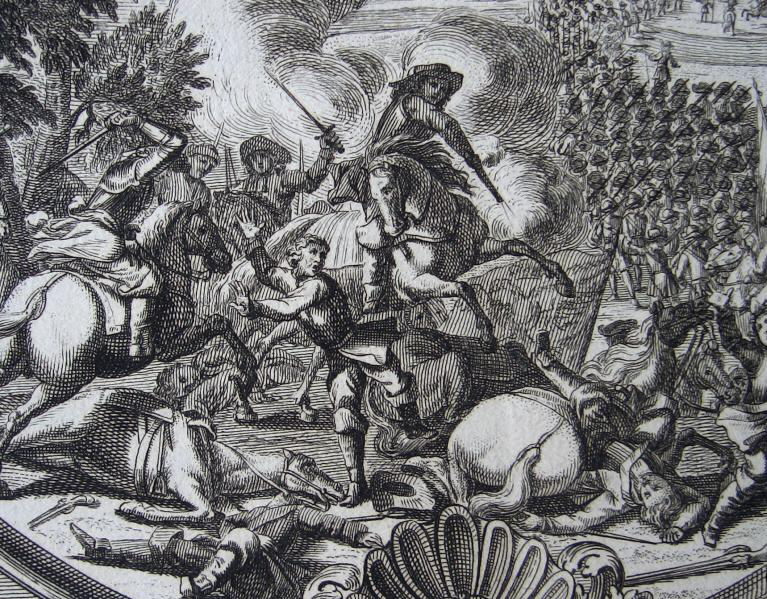
9 juillet : bataille de Carpi

- 9 juillet : l’Autriche ouvre les hostilités : victoire du prince Eugène, nommé président du conseil de Guerre, à la bataille de Carpi, sur l’Adige sur le comte de Tessé[13].
- 11 juillet : béatification, par le pape Clément XI, de la religieuse franciscaine italienne du XIIIe siècle Angèle de Foligno, l'une des premières grandes mystiques reconnues par l'Église catholique romaine[24].

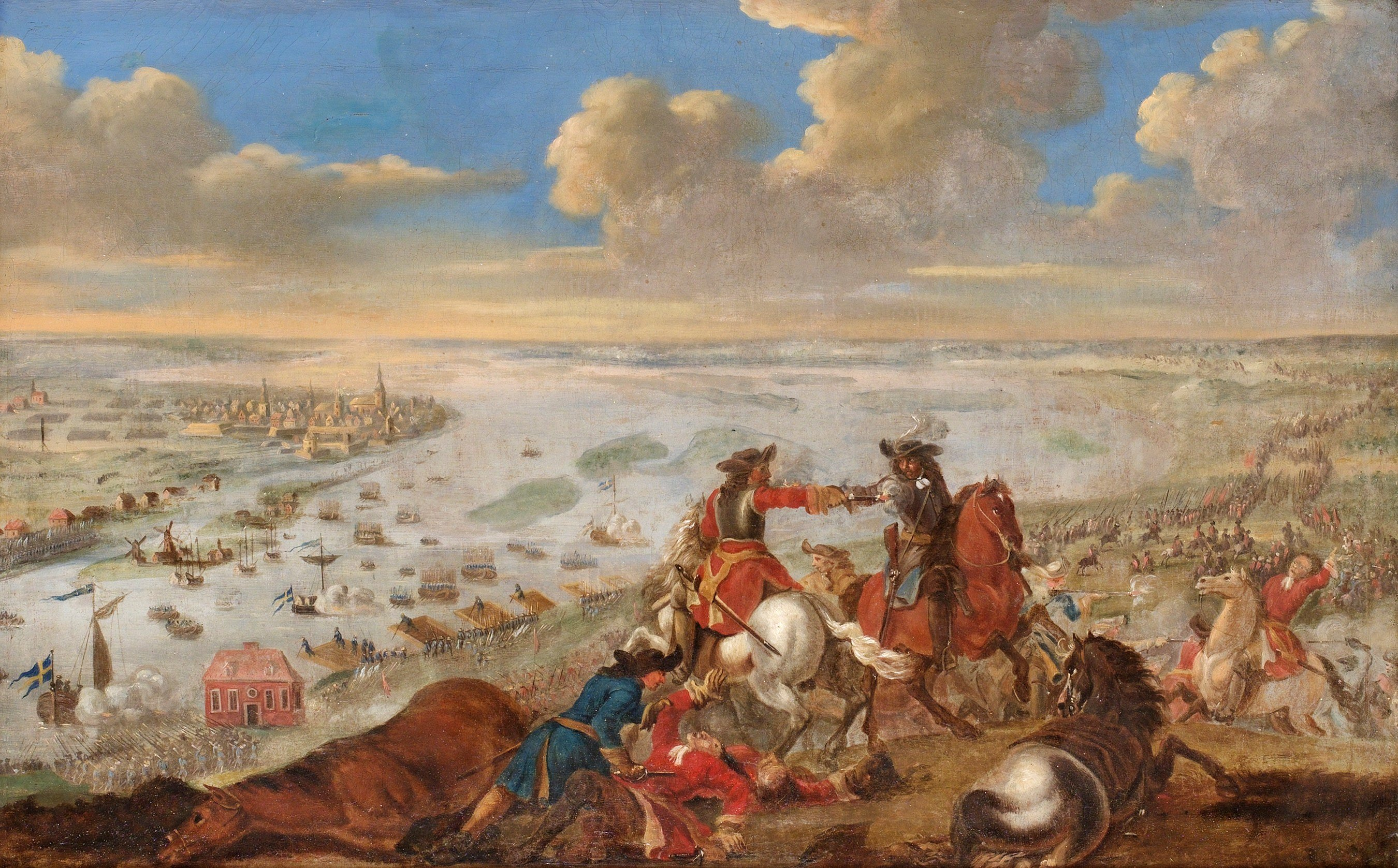
18 juillet : bataille de Daugava.

- 18 juillet : bataille de Daugava (8 juillet du calendrier julien, 9 juillet du calendrier suédois). Victoire de Charles XII de Suède au passage de la Duna sur les Saxons d’Auguste II de Pologne et les Russes de Pierre Ier[12].

- 27 août : signature à Madrid du contrat de l’Asiento (privilège de l’importation des Noirs en Amérique espagnole), concédé à la compagnie française de Guinée[25]. Il ouvre l’empire colonial espagnol au commerce français mais permet à Guillaume III d'Orange de former la Quadruple-Alliance de la Haye.

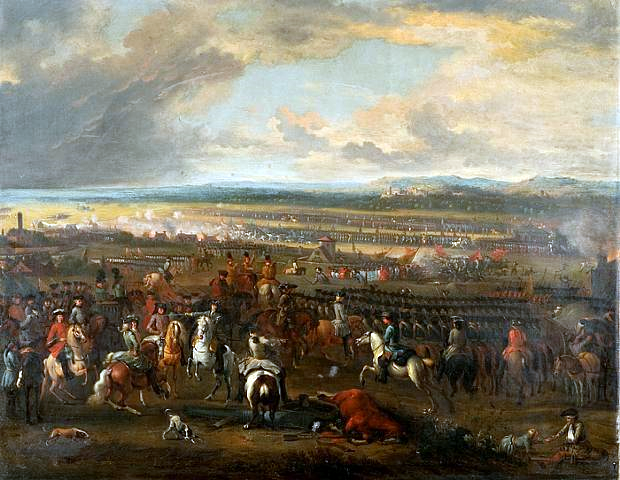
: bataille de Chiari

- 1er septembre : défaite de Villeroy à la bataille de Chiari[13].
- 7 septembre : coup d'envoi de la Guerre de Succession d'Espagne avec la signature de la « Grande Alliance » contre la France à La Haye[13]. Les membres de cette coalition sont les Provinces-Unies, l'Angleterre, l'Empire allemand, rejoints ensuite par le Portugal et la Savoie.
- 11 septembre : Marie-Louise Gabrielle de Savoie, nièce de Louis XIV, épouse par procuration à Turin le roi d'Espagne Philippe V[26].
- 16 septembre : mort de Jacques II[13]. Jacques François Stuart devient prétendant jacobite aux trônes, d'Écosse, d'Angleterre et d'Irlande, reconnu par Louis XIV.
- 30 septembre : dédicace en Angleterre de la synagogue de Bevis Marks, premier lieu de culte judaïque officiel depuis 1290[27].

- 7 novembre : François II Rákóczi s'évade de la prison de Wiener Neustadt. Il se rend en Pologne puis retourne en Haute-Hongrie pour conduire l’insurrection en 1703[28].

- En Russie, ordonnances interdisant de se mettre à genoux devant le passage du souverain et de se découvrir en hiver en passant devant son palais[29].

## Naissances en 1701
- 28 janvier : Charles Marie de La Condamine, géographe français († 4 février 1774).
- 9 juillet : Comte de Maurepas, ministre de Louis XVI († 21 novembre 1781).
- 16 juillet : Frédéric Jérôme de La Rochefoucauld, cardinal français († 29 avril 1757).
- 29 août : Felix Anton Scheffler, peintre et fresquiste allemand de l'époque baroque et rococo († 10 janvier 1760).
- 15 octobre : Marie-Marguerite Dufrost de Lajemmerais, fondatrice des sœurs grises de Montréal († 23 décembre 1771).
- 5 novembre : Pietro Falca dit Longhi, peintre italien († 8 mai 1785).
- 27 novembre : Anders Celsius, astronome, physicien et mathématicien suédois († 25 avril 1744).
- 21 décembre : Guillaume Taraval, peintre suédois d'origine française († avril 1750).
- Vers 1701 :
- Andreï Matveïev, peintre russe († 23 avril 1739 ou 4 mai 1739).

## Décès en 1701
- 5 janvier : Louis François Marie Le Tellier, marquis de Barbezieux, ministre de la Guerre de Louis XIV (° 23 juin 1668).
- 17 janvier : Alexandre Bontemps, commensal de Louis XIV.
- 4 avril
  - Guillaume Couture, interprète, coureur des bois, explorateur français et héros de la Nouvelle-France (° 14 janvier 1618).
  - Joseph Haines, comédien, chanteur, danseur et dramaturge anglais (° ?).
- 8 mai : Jacob de Heusch, peintre néerlandais (° 23 novembre 1656).
- 28 mai : Anne-Hilarion de Costentin, comte de Tourville, amiral français (° 24 novembre 1642).
- 2 juin : Madeleine de Scudéry, femme de lettres française (° 15 novembre 1607).
- 9 juin : Monsieur, duc d'Orléans, frère de Louis XIV, au château de Saint-Cloud (° 21 septembre 1640).
- 23 juin : Augustin-Charles d'Aviler, architecte français (° 1653).
- 29 juin :
  - Pieter Mulier le Jeune,  peintre de marine néerlandais (° 1637).
  - Antoine Paillet, peintre français (° 1626).
- 16 juillet : Justus Danckerts, graveur et publiciste néerlandais (° 11 novembre 1635).
- 16 septembre : le roi Jacques II d'Angleterre, en exil, à Saint-Germain-en-Laye (° 14 octobre 1633).